# Миногови
Миноговите (Petromyzontidae) са семейство ранни безчелюстни риби от разред Миногоподобни (Petromyzontiformes).
Таксонът е описан за пръв път от Антоан Рисо през 1827 година.

## Родове
- Caspiomyzon
- Entosphenus – Тризъби миноги
- Eudontomyzon – Зъбати миноги
- Ichthyomyzon – Американски сладководни миноги
- Lampetra – Обикновени миноги
- Lethenteron – Тихоокеански миноги
- Petromyzon – Морски миноги
- Tetrapleurodon – Четиризъби миноги